# Romeo, Julieta și întunericul (film)
Romeo, Julieta și întunericul (titlul original: în cehă Romeo, Julia a tma) este un film dramatic cehoslovac, realizat în 1960 de regizorul Jiří Weiss, după romanul omonim a scriitorului Jan Otčenášek, protagoniști fiind actorii Ivan Mistrík și Daniela Smutná. 

## Conținut
Praga mai 1942, ocupată de naziști. Pavel, un tânăr licean aflat în ajunul bacalaureatului, ascunde în podul casei în care locuiește, pe tânăra evreică Hanka, care a reușit să scape de deportarea într-un lagăr de concentrare. În următoarele trei săptămâni, cei doi se îndrăgostesc. Dar când Hanka este descoperită și Pavel este amenințat, ea fuge în stradă în mijlocul operațiunii Anthropoid, complotul organizat de guvernului ceh în exil, pentru a-l asasina pe Reinhard Heydrich...

## Distribuție
- Ivan Mistrík – Pavel
- Daniela Smutná – Hanka
- Jiřina Šejbalová – mama lui Pavel
- František Smolík – bunicul
- Blanka Bohdanová – Kubiasová
- Eva Mrázová – Alena
- Karla Chadimová – Josefka
- Miroslav Svoboda – Würm
- Vladimír Ráz – dirigintele
- Milos Nedbal – directorul
- Ivo Gubel – agentul Gestapo
- Václav Sloup – studentul
- Pavel Bartl – agentul Gestapo
- Stanislav Langer – doctorul
- Vera Vachová – Irena
- Ladislav Mrkvicka – Bubenik

## Premii
- 1960: Premiul Scoica de Aur la Festivalul Internațional de Film de la San Sebastián[1].
- 1960: Grand Prix la Taormina Film Fest în Sicilia

## Literatură
- Jan Otčenášek, Romeo, Julieta și întunericul, Editura: Eminescu, Colecția: Romanul de dragoste, București 1972, 165 pagini